# ایست گفنی، کارولینای جنوبی
ایست گفنی(به انگلیسی: East Gaffney) شهری در ایالت کارولینای جنوبی کشور ایالات متحده آمریکا است که جمعیت آن در سرشماری سال ۲۰۱۰ میلادی، ۳٬۰۸۵ نفر بوده‌است.